# Sarcophaga piciventris
Sarcophaga piciventris är en tvåvingeart som beskrevs av Thomas Pape 1996. Sarcophaga piciventris ingår i släktet Sarcophaga och familjen köttflugor. Inga underarter finns listade i Catalogue of Life.